# Dipsacus sativus

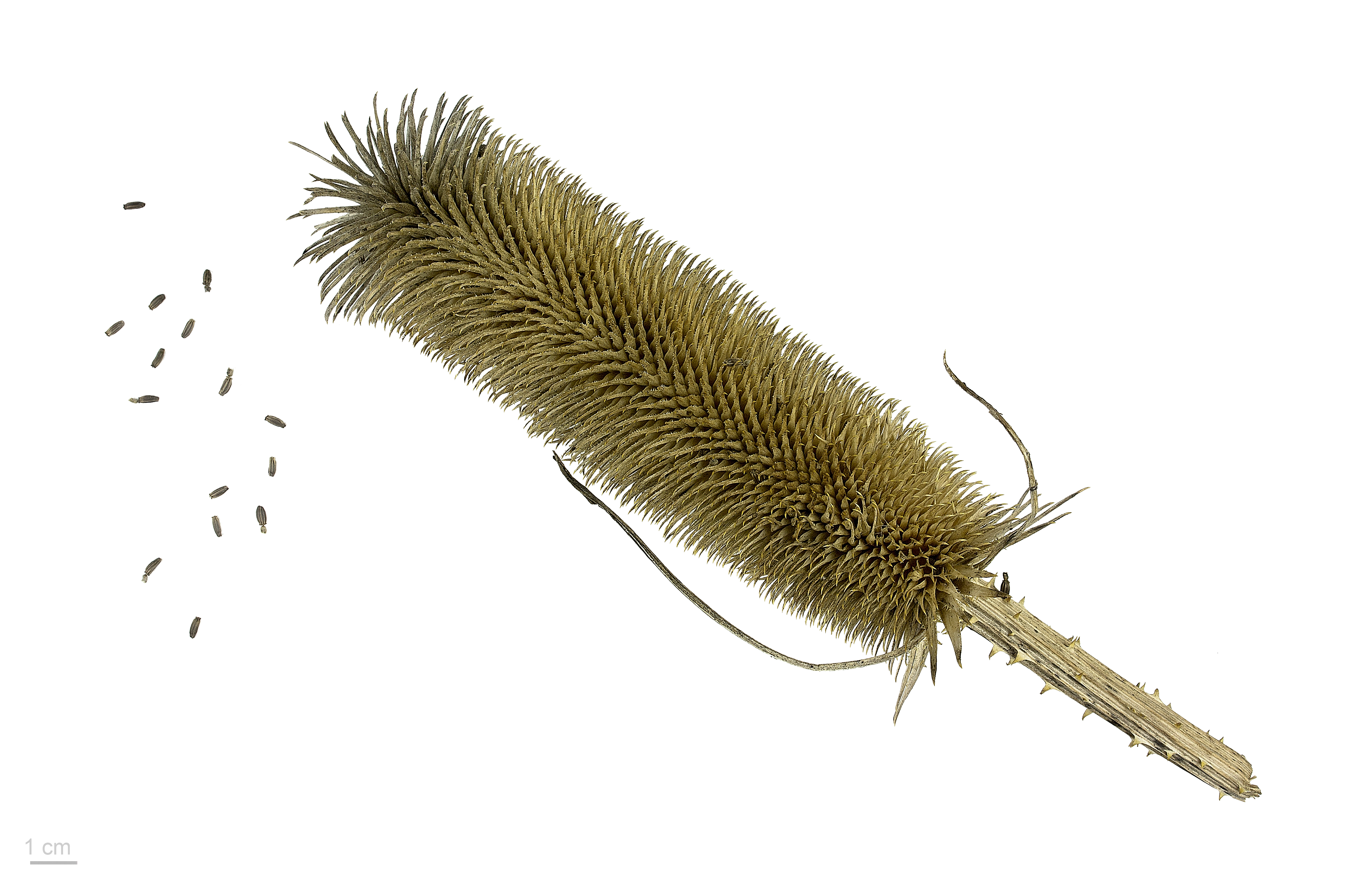
Dipsacus sativus - MHNT

Dipsacus sativus é uma espécie de planta com flor pertencente à família Dipsacaceae. 
A autoridade científica da espécie é (L.) Honck., tendo sido publicada em Vollständiges Systematisches Verzeichniss Aller Gewächse Teutschlandes 1: 374. 1782.

## Portugal
Trata-se de uma espécie presente no território português, nomeadamente em Portugal Continental.
Em termos de naturalidade é nativa da região atrás indicada.

## Protecção
Não se encontra protegida por legislação portuguesa ou da Comunidade Europeia.